# Bundesverband Sekundärrohstoffe und Entsorgung
Der bvse Bundesverband Sekundärrohstoffe und Entsorgung e. V. ist ein Zusammenschluss von Unternehmen, die in der Erfassung, Bearbeitung, Vermarktung, Verwertung, dem Recycling und der umweltgerechten Beseitigung von Abfällen tätig sind.

## Geschichte
1949 erfolgte die Gründung als „Altpapierverband e.V.“. 1969 war eine Umbenennung in „Bundesverband Papierrohstoffe e.V.“. 1993 folgte eine Erweiterung des Tätigkeitsfeldes und Umbenennung in „Bundesverband Sekundärrohstoffe und Entsorgung e.V.“ (bvse).

## Zweck
Der Zweck des Verbandes ist nach eigenen Angaben die Wahrnehmung und Förderung der gemeinsamen ideellen, wirtschaftlichen und sozialen Interessen; er vertritt diese gegenüber Gesetzgebung und Verwaltung, vor- und nachgelagerten Wirtschaftsstufen sowie der Öffentlichkeit. Der Verband soll die Mitglieder in übergeordneten wirtschaftlichen Vereinigungen vertreten. Er hat die Aufgabe, die Mitglieder in allgemeinen wirtschaftlichen Fragen zu beraten, durch geeignete Maßnahmen seine Mitglieder zu fördern und ihren Leistungsstand zu heben sowie Beziehungen in den internationalen Fachorganisationen zu pflegen.
Der Bundesverband Sekundärrohstoffe und Entsorgung e.V. vertritt (Stand 2022) die Interessen von 887 ordentlichen und 147 außerordentlichen Mitgliedsunternehmen vornehmlich mittelständischer Prägung, die etwa 50.000 Menschen beschäftigen. Der bvse ist damit mitgliederstärkster Branchendachverband der mittelständischen Sekundärrohstoff-, Recycling- und Entsorgungswirtschaft. Der Sitz des Verbandes ist in Bonn.
Oktober 2021 wurde Henry Forster neuer Präsident des bvse. Hauptgeschäftsführer ist seit 2007 Eric Rehbock.

## Ziele und Aufgaben
Der bvse versteht sich laut eigener Aussage als  Branchendachverband über alle Rohstoff- und Abfallströme sowie Dienstleistungsbereiche der Recycling- und Entsorgungswirtschaft hinweg. Dies spiegelt sich in den verschiedenen Fachverbänden und Arbeitsgremien des bvse wider. 
Der bvse steht nach eigener Auffassung für die Erhaltung der Umwelt und die Schonung von Rohstoffreserven. Er setzt sich ein für die Erhaltung funktionsfähiger Stoffkreisläufe, für das hochwertige Recycling, die Schaffung und Beibehaltung offener Märkte, verlässliche Partner bei der Erfassung, Aufbereitung und Vermarktung von Sekundärrohstoffen, einen hohen Qualitäts- und Qualifikationsstandard in der Entsorgungsbranche, einen einheitlichen Gesetzesvollzug sowie harmonisierte internationale Umweltstandards. Er wendet sich „gegen Monopole, Scheinprivatisierung und Umweltdumping“.
Der Verband vertritt seine Mitgliedsunternehmen in allen relevanten Fragen der Recycling- und Entsorgungswirtschaft auf internationaler, europäischer und nationaler Ebene. Er informiert und berät die Parlamente und Regierungen auf Europa-, Bundes- und Länderebene bei der Gesetzgebung.  

## Aktivitäten
Über aktuelle Entwicklungen informieren der wöchentlich mehrmals herausgegebene Newsletter bvse am Mittag, das monatlich erscheinende Mitglieder-Magazin RecyAktuell sowie das bvse-Branchenjournal. Neben der Durchführung eigener Tagungen und Kongresse vertritt der bvse die Mitgliedsunternehmen auf Fachmessen und Veranstaltungen. Der Verband veranstaltet eine Jahrestagung, den Internationalen Altpapiertag, den Internationalen Altkunststofftag sowie das Branchenforum mit dem Elektro(nik)altgerätetag und dem Schrottforum, den Internationalen Alttextiltag, das Branchenforum Ersatzbraustoffe, Altholz und biogene Abfälle, des Mineraliktag, das Forum Reifen & Gummi und das Forum Altölentsorgung sowie das Sonderabfallforum.
Das Bildungszentrum bietet Schulungen in fachlichen und rechtlichen Fragen des Recyclings und der Abfallentsorgung an. Dazu werden Kurse, Lehrgänge, Workshops und Kongresse im Bildungszentrum des bvse durchgeführt.